# Prainha de Porto Grande (Sergipe)
A Prainha de Porto Grande fica localizada em Nossa Senhora do Socorro, na Grande Aracaju, SE. A Prainha socorrense tem uma infraestrutura de bares, restaurantes e o banho nas águas do rio Cotinguiba. É lá onde também acontecem os festejos carnavalescos, já que fica na sede do município.

## Descrição
No que diz respeito às belezas naturais, um bom exemplo do cenário exuberante de Socorro é a Prainha do Porto Grande. O local oferece uma bela vista do rio Cotinguiba, o que atrai muitos visitantes. Antes de virar ponto turístico, a localidade era utilizada como atracadouro para os barcos de pesca dos pescadores. Nem mesmo o banho era permitido. Mas, em 1984, um morador visionário fez uma trilha que dava acesso à margem do rio e ali construiu um quiosque, que passou a despertar o interesse da população em geral. Então foi construido a 
orla do Porto Grande, com oito bares, que foram dotados de toda estrutura necessária. Os bares trazem nomes de peixes e mariscos. Aos poucos, não apenas o povo socorrense, mas turistas já estavam frequentando a prainha que hoje é um ponto de atração turística do município. Atualmente, a prainha tem uma boa estrutura para receber os turistas que lotam o local, principalmente no período do Carnaval, para curtir a festa de Momo, e a festa do Bom Jesus dos Navegantes, que acontece em janeiro.